# Список астероїдів (13001—13100)
| Назва                                   | Тимчасове позначення | Дата відкриття    | Місце відкриття                 | Відкривач                         |
| --------------------------------------- | -------------------- | ----------------- | ------------------------------- | --------------------------------- |
| 13001 Вудні (Woodney)                   | 1981 VL              | 2 листопада 1981  | Станція Андерсон-Меса           | Браян Скіфф                       |
| (13002) 1982 BJ13                       | 1982 BJ13            | 30 січня 1982     | Паломарська обсерваторія        | Ш. Дж. Бас                        |
| 13003 Дікбізлі (Dickbeasley)            | 1982 FN              | 21 березня 1982   | Станція Андерсон-Меса           | Едвард Бовелл                     |
| 13004 Альдаз (Aldaz)                    | 1982 RR              | 15 вересня 1982   | Станція Андерсон-Меса           | Едвард Бовелл                     |
| 13005 Станконюхов (Stankonyukhov)       | 1982 SQ7             | 18 вересня 1982   | КрАО                            | Черних Микола Степанович          |
| 13006 Шваар (Schwaar)                   | 1983 AC1             | 12 січня 1983     | Станція Андерсон-Меса           | Браян Скіфф                       |
| (13007) 1984 AU                         | 1984 AU              | 8 січня 1984      | Станція Андерсон-Меса           | Дж. Ваґнер                        |
| (13008) 1984 SE6                        | 1984 SE6             | 22 вересня 1984   | Обсерваторія Ла-Сілья           | Анрі Дебеонь                      |
| 13009 Волощук (Voloshchuk)              | 1985 PB2             | 13 серпня 1985    | КрАО                            | Черних Микола Степанович          |
| 13010 Ґермантітов (Germantitov)         | 1986 QR5             | 29 серпня 1986    | КрАО                            | Журавльова Людмила Василівна      |
| 13011 Лойє (Loeillet)                   | 1987 QS5             | 26 серпня 1987    | Обсерваторія Ла-Сілья           | Ерік Вальтер Ельст                |
| (13012) 1987 SO5                        | 1987 SO5             | 30 вересня 1987   | Обсерваторія Брорфельде         | Поуль Єнсен                       |
| (13013) 1987 SP12                       | 1987 SP12            | 16 вересня 1987   | Обсерваторія Ла-Сілья           | Анрі Дебеонь                      |
| 13014 Гасслахер (Hasslacher)            | 1987 WJ1             | 17 листопада 1987 | Станція Андерсон-Меса           | Річард Бінзел                     |
| (13015) 1987 XC                         | 1987 XC              | 14 грудня 1987    | Обсерваторія Ґейсей             | Тсутому Секі                      |
| (13016) 1988 DB5                        | 1988 DB5             | 25 лютого 1988    | Обсерваторія Сайдинг-Спрінг     | Роберт Макнот                     |
| 13017 Owakenoomi                        | 1988 FM              | 18 березня 1988   | Обсерваторія Йорії              | Масару Араї, Хіроші Морі          |
| 13018 Джеффджеймс (Geoffjames)          | 1988 GF              | 10 квітня 1988    | Паломарська обсерваторія        | Е. Гелін                          |
| (13019) 1988 NW                         | 1988 NW              | 10 липня 1988     | Паломарська обсерваторія        | Е. Гелін                          |
| (13020) 1988 PW2                        | 1988 PW2             | 10 серпня 1988    | Обсерваторія Сайдинг-Спрінг     | Роберт Макнот                     |
| (13021) 1988 RY5                        | 1988 RY5             | 3 вересня 1988    | Обсерваторія Ла-Сілья           | Анрі Дебеонь                      |
| (13022) 1988 RL9                        | 1988 RL9             | 1 вересня 1988    | Обсерваторія Ла-Сілья           | Анрі Дебеонь                      |
| (13023) 1988 XT1                        | 1988 XT1             | 10 грудня 1988    | YGCO (станція Тійода)           | Такуо Кодзіма                     |
| 13024 Конрадфердінанд (Conradferdinand) | 1989 AJ6             | 11 січня 1989     | Обсерваторія Карла Шварцшильда  | Ф. Бернґен                        |
| 13025 Цюрих (Zurich)                    | 1989 BA              | 28 січня 1989     | Ціммервальдська обсерваторія    | Пауль Вільд                       |
| (13026) 1989 CX                         | 1989 CX              | 7 лютого 1989     | Обсерваторія Кушіро             | Сейджі Уеда, Хіроші Канеда        |
| 13027 Джираертс (Geeraerts)             | 1989 GJ4             | 3 квітня 1989     | Обсерваторія Ла-Сілья           | Ерік Вальтер Ельст                |
| 13028 Клаусчира (Klaustschira)          | 1989 GQ6             | 5 квітня 1989     | Обсерваторія Ла-Сілья           | М. Ґефферт                        |
| (13029) 1989 HA                         | 1989 HA              | 27 квітня 1989    | Обсерваторія Брорфельде         | Поуль Єнсен                       |
| (13030) 1989 PF                         | 1989 PF              | 9 серпня 1989     | Паломарська обсерваторія        | Джеффрі Алу, Е. Гелін             |
| 13031 Durance                           | 1989 SN4             | 26 вересня 1989   | Обсерваторія Ла-Сілья           | Ерік Вальтер Ельст                |
| 13032 Tarn                              | 1989 TU3             | 7 жовтня 1989     | Обсерваторія Ла-Сілья           | Ерік Вальтер Ельст                |
| 13033 Gardon                            | 1989 TB5             | 7 жовтня 1989     | Обсерваторія Ла-Сілья           | Ерік Вальтер Ельст                |
| (13034) 1989 UN                         | 1989 UN              | 23 жовтня 1989    | Обсерваторія Кані               | Йосікане Мідзуно, Тошімата Фурута |
| (13035) 1989 UA6                        | 1989 UA6             | 30 жовтня 1989    | Обсерваторія Серро Тололо       | Ш. Дж. Бас                        |
| (13036) 1989 YO3                        | 1989 YO3             | 30 грудня 1989    | Обсерваторія Сайдинг-Спрінг     | Роберт Макнот                     |
| 13037 Potosi                            | 1990 EN3             | 2 березня 1990    | Обсерваторія Ла-Сілья           | Ерік Вальтер Ельст                |
| 13038 Вулстон (Woolston)                | 1990 EN4             | 2 березня 1990    | Обсерваторія Ла-Сілья           | Ерік Вальтер Ельст                |
| 13039 Авасіма (Awashima)                | 1990 FK1             | 27 березня 1990   | Обсерваторія Кітамі             | Кін Ендате, Кадзуро Ватанабе      |
| (13040) 1990 OB4                        | 1990 OB4             | 29 липня 1990     | Паломарська обсерваторія        | Генрі Гольт                       |
| (13041) 1990 OS4                        | 1990 OS4             | 25 липня 1990     | Паломарська обсерваторія        | Генрі Гольт                       |
| (13042) 1990 QE                         | 1990 QE              | 18 серпня 1990    | Паломарська обсерваторія        | Е. Гелін                          |
| (13043) 1990 QT4                        | 1990 QT4             | 24 серпня 1990    | Паломарська обсерваторія        | Генрі Гольт                       |
| 13044 Wannes                            | 1990 QO8             | 16 серпня 1990    | Обсерваторія Ла-Сілья           | Ерік Вальтер Ельст                |
| 13045 Vermandere                        | 1990 QP8             | 16 серпня 1990    | Обсерваторія Ла-Сілья           | Ерік Вальтер Ельст                |
| 13046 Aliev                             | 1990 QB19            | 31 серпня 1990    | КрАО                            | Журавльова Людмила Василівна      |
| (13047) 1990 RJ5                        | 1990 RJ5             | 15 вересня 1990   | Паломарська обсерваторія        | Генрі Гольт                       |
| (13048) 1990 RR7                        | 1990 RR7             | 13 вересня 1990   | Обсерваторія Ла-Сілья           | Анрі Дебеонь                      |
| 13049 Бутов (Butov)                     | 1990 RF17            | 15 вересня 1990   | КрАО                            | Журавльова Людмила Василівна      |
| (13050) 1990 SY                         | 1990 SY              | 16 вересня 1990   | Паломарська обсерваторія        | Генрі Гольт                       |
| (13051) 1990 SF5                        | 1990 SF5             | 22 вересня 1990   | Обсерваторія Ла-Сілья           | Ерік Вальтер Ельст                |
| 13052 Лас Касас (Las Casas)             | 1990 SN8             | 22 вересня 1990   | Обсерваторія Ла-Сілья           | Ерік Вальтер Ельст                |
| 13053 Bertrandrussell                   | 1990 SQ8             | 22 вересня 1990   | Обсерваторія Ла-Сілья           | Ерік Вальтер Ельст                |
| (13054) 1990 ST15                       | 1990 ST15            | 16 вересня 1990   | Паломарська обсерваторія        | Генрі Гольт                       |
| 13055 Креппейн (Kreppein)               | 1990 TW12            | 14 жовтня 1990    | Обсерваторія Карла Шварцшильда  | Лутц Шмадель, Ф. Бернґен          |
| (13056) 1990 VN1                        | 1990 VN1             | 12 листопада 1990 | Обсерваторія Кушіро             | Сейджі Уеда, Хіроші Канеда        |
| 13057 Йорґенсен (Jorgensen)             | 1990 VF8             | 13 листопада 1990 | Паломарська обсерваторія        | Керолін Шумейкер, Девід Леві      |
| 13058 Alfredstevens                     | 1990 WN3             | 19 листопада 1990 | Обсерваторія Ла-Сілья           | Ерік Вальтер Ельст                |
| 13059 Дюкуруа (Ducuroir)                | 1991 BD1             | 18 січня 1991     | Обсерваторія Верхнього Провансу | Ерік Вальтер Ельст                |
| (13060) 1991 EJ                         | 1991 EJ              | 10 березня 1991   | Обсерваторія Сайдинг-Спрінг     | Роберт Макнот                     |
| (13061) 1991 FL2                        | 1991 FL2             | 20 березня 1991   | Обсерваторія Ла-Сілья           | Анрі Дебеонь                      |
| 13062 Podarkes                          | 1991 HN              | 19 квітня 1991    | Паломарська обсерваторія        | Керолін Шумейкер, Юджин Шумейкер  |
| 13063 Періфой (Purifoy)                 | 1991 LB              | 5 червня 1991     | Обсерваторія Кітт-Пік           | Spacewatch                        |
| 13064 Haemhouts                         | 1991 PC6             | 6 серпня 1991     | Обсерваторія Ла-Сілья           | Ерік Вальтер Ельст                |
| (13065) 1991 PG11                       | 1991 PG11            | 9 серпня 1991     | Паломарська обсерваторія        | Генрі Гольт                       |
| (13066) 1991 PM13                       | 1991 PM13            | 5 серпня 1991     | Паломарська обсерваторія        | Генрі Гольт                       |
| (13067) 1991 PA15                       | 1991 PA15            | 6 серпня 1991     | Паломарська обсерваторія        | Генрі Гольт                       |
| (13068) 1991 RL1                        | 1991 RL1             | 4 вересня 1991    | Паломарська обсерваторія        | Е. Гелін                          |
| 13069 Умбертоеко (Umbertoeco)           | 1991 RX1             | 6 вересня 1991    | Обсерваторія Верхнього Провансу | Ерік Вальтер Ельст                |
| 13070 Шонконнері (Seanconnery)          | 1991 RO2             | 8 вересня 1991    | Обсерваторія Верхнього Провансу | Ерік Вальтер Ельст                |
| (13071) 1991 RT5                        | 1991 RT5             | 13 вересня 1991   | Паломарська обсерваторія        | Генрі Гольт                       |
| (13072) 1991 RS8                        | 1991 RS8             | 11 вересня 1991   | Паломарська обсерваторія        | Генрі Гольт                       |
| (13073) 1991 RE15                       | 1991 RE15            | 15 вересня 1991   | Паломарська обсерваторія        | Генрі Гольт                       |
| (13074) 1991 RK15                       | 1991 RK15            | 15 вересня 1991   | Паломарська обсерваторія        | Генрі Гольт                       |
| (13075) 1991 UN1                        | 1991 UN1             | 28 жовтня 1991    | Обсерваторія Кушіро             | Сейджі Уеда, Хіроші Канеда        |
| (13076) 1991 VT3                        | 1991 VT3             | 11 листопада 1991 | Обсерваторія Кушіро             | Сейджі Уеда, Хіроші Канеда        |
| 13077 Едшнайдер (Edschneider)           | 1991 VD10            | 4 листопада 1991  | Обсерваторія Кітт-Пік           | Spacewatch                        |
| (13078) 1991 WD                         | 1991 WD              | 17 листопада 1991 | Обсерваторія Кійосато           | Сатору Отомо                      |
| 13079 Toots                             | 1992 CD3             | 2 лютого 1992     | Обсерваторія Ла-Сілья           | Ерік Вальтер Ельст                |
| (13080) 1992 EZ7                        | 1992 EZ7             | 2 березня 1992    | Обсерваторія Ла-Сілья           | UESAC                             |
| (13081) 1992 EW9                        | 1992 EW9             | 2 березня 1992    | Обсерваторія Ла-Сілья           | UESAC                             |
| 13082 Gutierrez                         | 1992 EY10            | 6 березня 1992    | Обсерваторія Ла-Сілья           | UESAC                             |
| (13083) 1992 EE32                       | 1992 EE32            | 2 березня 1992    | Обсерваторія Ла-Сілья           | UESAC                             |
| 13084 Вірхов (Virchow)                  | 1992 GC8             | 2 квітня 1992     | Обсерваторія Карла Шварцшильда  | Ф. Бернґен                        |
| 13085 Borlaug                           | 1992 HA4             | 23 квітня 1992    | Обсерваторія Ла-Сілья           | Ерік Вальтер Ельст                |
| 13086 Зауербрух (Sauerbruch)            | 1992 HS4             | 30 квітня 1992    | Обсерваторія Карла Шварцшильда  | Ф. Бернґен                        |
| 13087 Шастельлюкс (Chastellux)          | 1992 OV6             | 30 липня 1992     | Обсерваторія Ла-Сілья           | Ерік Вальтер Ельст                |
| 13088 Філіппортера (Filipportera)       | 1992 PB1             | 8 серпня 1992     | Коссоль                         | Ерік Вальтер Ельст                |
| (13089) 1992 PH2                        | 1992 PH2             | 2 серпня 1992     | Паломарська обсерваторія        | Генрі Гольт                       |
| (13090) 1992 PV2                        | 1992 PV2             | 6 серпня 1992     | Паломарська обсерваторія        | Генрі Гольт                       |
| (13091) 1992 PT3                        | 1992 PT3             | 5 серпня 1992     | Паломарська обсерваторія        | Генрі Гольт                       |
| 13092 Шредінґер (Schrodinger)           | 1992 SS16            | 24 вересня 1992   | Обсерваторія Карла Шварцшильда  | Ф. Бернґен, Лутц Шмадель          |
| 13093 Вольфгангпаулі (Wolfgangpauli)    | 1992 SQ24            | 21 вересня 1992   | Обсерваторія Карла Шварцшильда  | Ф. Бернґен                        |
| 13094 Shinshuueda                       | 1992 UK8             | 19 жовтня 1992    | Обсерваторія Кітамі             | Кін Ендате, Кадзуро Ватанабе      |
| (13095) 1992 WY1                        | 1992 WY1             | 18 листопада 1992 | Обсерваторія Кушіро             | Сейджі Уеда, Хіроші Канеда        |
| 13096 Тигр (Tigris)                     | 1993 BE5             | 27 січня 1993     | Коссоль                         | Ерік Вальтер Ельст                |
| 13097 Lamoraal                          | 1993 BU7             | 23 січня 1993     | Обсерваторія Ла-Сілья           | Ерік Вальтер Ельст                |
| (13098) 1993 FM6                        | 1993 FM6             | 17 березня 1993   | Обсерваторія Ла-Сілья           | UESAC                             |
| (13099) 1993 FO7                        | 1993 FO7             | 17 березня 1993   | Обсерваторія Ла-Сілья           | UESAC                             |
| (13100) 1993 FB10                       | 1993 FB10            | 17 березня 1993   | Обсерваторія Ла-Сілья           | UESAC                             |

| ← Астероїди 10001—20000 → |             |             |             |             |             |             |             |             |             |
| 10001—10100               | 11001—11100 | 12001—12100 | 13001—13100 | 14001—14100 | 15001—15100 | 16001—16100 | 17001—17100 | 18001—18100 | 19001—19100 |
| 10101—10200               | 11101—11200 | 12101—12200 | 13101—13200 | 14101—14200 | 15101—15200 | 16101—16200 | 17101—17200 | 18101—18200 | 19101—19200 |
| 10201—10300               | 11201—11300 | 12201—12300 | 13201—13300 | 14201—14300 | 15201—15300 | 16201—16300 | 17201—17300 | 18201—18300 | 19201—19300 |
| 10301—10400               | 11301—11400 | 12301—12400 | 13301—13400 | 14301—14400 | 15301—15400 | 16301—16400 | 17301—17400 | 18301—18400 | 19301—19400 |
| 10401—10500               | 11401—11500 | 12401—12500 | 13401—13500 | 14401—14500 | 15401—15500 | 16401—16500 | 17401—17500 | 18401—18500 | 19401—19500 |
| 10501—10600               | 11501—11600 | 12501—12600 | 13501—13600 | 14501—14600 | 15501—15600 | 16501—16600 | 17501—17600 | 18501—18600 | 19501—19600 |
| 10601—10700               | 11601—11700 | 12601—12700 | 13601—13700 | 14601—14700 | 15601—15700 | 16601—16700 | 17601—17700 | 18601—18700 | 19601—19700 |
| 10701—10800               | 11701—11800 | 12701—12800 | 13701—13800 | 14701—14800 | 15701—15800 | 16701—16800 | 17701—17800 | 18701—18800 | 19701—19800 |
| 10801—10900               | 11801—11900 | 12801—12900 | 13801—13900 | 14801—14900 | 15801—15900 | 16801—16900 | 17801—17900 | 18801—18900 | 19801—19900 |
| 10901—11000               | 11901—12000 | 12901—13000 | 13901—14000 | 14901—15000 | 15901—16000 | 16901—17000 | 17901—18000 | 18901—19000 | 19901—20000 |